# Tejo (Kanor)
Tejo is een bestuurslaag in het regentschap Bojonegoro van de provincie Oost-Java, Indonesië. Tejo telt 1925 inwoners (volkstelling 2010).